# شحنه
شحنه، روستایی در دهستان فجر بخش مرکزی شهرستان یزد در استان یزد ایران است. این روستا، مرکز دهستان فجر است.

## جمعیت
بر پایه سرشماری عمومی نفوس و مسکن در سال ۱۳۹۵، جمعیت این روستا برابر با ۱٬۱۷۱ نفر (۳۵۹ خانوار) بوده است.